# Ivica Džolan
Ivica Džolan (Prozor, 11. listopada 1988.) je hrvatski nogometaš koji trenutačno igra za zagrebački NK Rudeš kao branič.